# Компас (съзвездие)
Компас е малко южно съзвездие. Тъй като е въведено през 17 век, за него няма съпътстваща митология.
Латинското име на съзвездието – Pyxis – означава буквално „кутия“ и е съкращение от първоначалното име, Pyxis Nautica, „моряшка кутия“, което е избрано поради липсата на латинска дума за компас (този инструмент не е бил познат на древните римляни).
Компас е южно съзвездие и от България се вижда само, когато преминава през меридиана, съвсем ниско над южната част на хоризонта, през нощите на зимните месеци. Заобиколено е от съзвездията Корабни платна, Кърма и Хидра.
В ясна нощ в съзвездието Компас могат да се видят с просто око около 25 звезди, но само една от тях е по-ярка от четвърта звездна величина. Тя е в края на една редица от слаби звезди, която напомня стрелката на компас.